# مريم متولي (لاعبة كرة طائرة)
مريم متولي (مواليد 1 مايو 1999) لاعبة كرة طائرة مصرية، وعضوة في منتخب مصر للسيدات لكرة الطائرة . بدأت لعب الكرة الطائرة في النادي الأهلي للسيدات منذ أن كانت في السابعة من عمرها. تتمتع مريم ببنية جسدية جيدة، وانضمت إلى المنتخب المصري في سن السادسة عشرة في بطولة العالم للكرة الطائرة تحت 18 سنة التي نظمها الاتحاد الدولي للكرة الطائرة عام 2015 في بيرو 

## المسيرة الكروية
تلعب متولي في نادي الأهلي للكرة الطائرة منذ أن كانت في السابعة من عمرها. شاركت لأول مرة مع الفريق الأول للنادي في بطولة أفريقيا للأندية (كرة طائرة) للسيدات عام ٢٠١٥ التي أقيمت في مصر. فاز الأهلي بالمركز الأول، وحصلت مريم على جائزتي أفضل لاعبة وأفضل صد.